# Ozean mit David Attenborough
Ozean mit David Attenborough ist ein britischer dokumentarischer Kinofilm aus dem Jahr 2025. Er stellt einen Appell zum Schutz der Ozeane dar. Der Filmautor David Attenborough sieht sie als wichtiges Reservoir bei der Rettung des biologischen Gleichgewichts auf der Erde. Der fast 99-Jährige (* 1926) präsentiert den Film selbst vor dem Zuschauer und spricht auch den Kommentar zu den Bildern.
Der deutsche Kinostart fand am 8. Mai 2025 statt. Das britische Original mit dem gleichnamigen englischen Titel Ocean with David Attenborough kam am gleichen Tag in die Kinos, ebenso wie in Australien, den Niederlanden und Neuseeland.